# Gesso
Gesso er oprindeligt en grunder af gips og animalsk lim, der anvendes i italiensk middelaldermaleri. I dag bruges betegnelse for en hvilken som helst grunder til træ eller lærred med henblik på senere bemaling.